# 諾伍德鎮區 (密歇根州)
諾伍德鎮區（英語：Norwood Township）是位於美國密歇根州夏利華縣的一個行政鎮區。

## 地方資料
諾伍德鎮區的面積為63.20平方千米，當中陸地面積為47.02平方千米，而水域面積為16.16平方千米。根據2020年美國人口普查的數據，當地共有人口700人，而人口密度為每平方千米11.08人。